# Hardin (Montana)
Hardin – miasto w Stanach Zjednoczonych, w stanie Montana, siedziba administracyjna hrabstwa Big Horn.